# Знамената на бащите ни
„Знамената на бащите ни“ (на английски: Flags of Our Fathers) е американски военен филм от 2006 г. на режисьора Клинт Истууд (който е копродуцент и композитор) по сценарий на Уилям Бройлс младши и Пол Хаджис. Базиран е на едноименната книга от 2000 г., написана от Джеймс Брадли и Рон Пауърс на Битката за Иво Джима.
Съпътстващият филм „Писма от Иво Джима“ е пуснат в Япония на 9 октомври 2006 г., и в Съединените щати на 20 декември 2006 г., два месеца след пускането на „Знамената на бащите ни“ на 20 октомври 2006 г.